# Prawnik z lincolna (film)
Prawnik z lincolna (ang. The Lincoln Lawyer) – amerykański thriller filmowy na podstawie powieści Michaela Connelly’ego pod tym samym tytułem. Wyreżyserowany przez Brada Furmana do scenariusza Johna Romana.

## Fabuła
Film stanowi adaptację pierwszej z kilku powieści o prawniku Mickeym Hallerze, który zamiast w biurze, przyjmuje klientów w kierowanym przez szofera lincolnie town car. Zostaje zatrudniony przez bogatą bizneswoman z Los Angeles do bronienia jej syna oskarżonego o napaść. Szczegóły przestępstwa zaczynają przypominać Hallerowi jedną z byłych spraw, a niedługo później odkrywa, że są one ze sobą powiązane.

## Obsada
- Matthew McConaughey jako Mickey Haller
- Marisa Tomei jako Margaret McPherson
- Ryan Phillippe jako Louis Ross Roulet
- Josh Lucas jako Ted Minton
- John Leguizamo jako Val Valenzuela
- Michael Peña jako Jesus Martinez
- Bob Gunton jako Cecil Dobbs
- Frances Fisher jako Mary Windsor
- Bryan Cranston jako Lankford
- William H. Macy jako Frank Levin
- Trace Adkins jako Eddie Vogel
- Laurence Mason jako Earl
- Margarita Levieva jako Regina „Reggie” Campo
- Pell James jako Lorna Taylor
- Shea Whigham jako Dwayne Jeffrey „DJ” Corliss
- Katherine Moennig jako Gloria
- Michael Paré jako Kurlen
- Michaela Conlin jako Heidi Sobel
- Mackenzie Aladjem jako Hayley Haller